# Hormathia incubans
Hormathia incubans is een zeeanemonensoort uit de familie Hormathiidae.
Hormathia incubans is voor het eerst wetenschappelijk beschreven door Gravier in 1918.